# CC-23
La carretera  CC-23  fue un tramo del trayecto de la  N-521  a su paso por Cáceres. Su denominación oficial fue  CC-23 , Acceso Este a Cáceres. Actualmente ya no se denomina así sino que ha vuelto a su antigua denominación  N-521 
Su inicio está situado en la  A-58 , al este de la ciudad, continuando por la  Avenida de la Universidad , la  Avenida de las Delicias , la  Avenida de Hernán Cortés , la  Playa de Hernán Cortés , la  Avenida Virgen de Guadalupe  y finalizando en la  Glorieta del Movimiento Scouts  y enlazando, a su vez, con la  N-630  (antigua  CC-11 ).
Es una vía muy importante de la ciudad, ya que comunica el  Campus Universitario , el Centro de Cirugía de Mínima Invasión Jesús Usón, el Nuevo Hospital de Cáceres y la  A-58  (Autovía Trujillo-Cáceres) con la  A-66  y la  N-630 , atravesando el centro de la ciudad de Cáceres.